# Salkaházi Sára
Boldog Salkaházi Sára (eredeti nevén: Schalkház Sarolta Klotild) (Kassa, 1899. május 11. –‎ Budapest, 1944. december 27.) a Szociális Testvérek Társasága apácanővére, közel száz magyarországi zsidó megmentője a nyilas rémuralom idején, vértanú. Boldoggá avatási eljárását a Szociális Testvérek Társasága 1996 végén kezdeményezte, lefolytatását a Szentszék 1997 januárjában engedélyezte. Boldoggá avatási dekrétumát XVI. Benedek pápa 2006. április 28-án írta alá, ünnepélyes kihirdetésére pedig szeptember 17-én került sor a budapesti Szent István-bazilika előtti téren.

## Pályafutása

### Élete a Szociális Testvérekig
Édesapja, Schalkház Lipót korán meghalt, édesanyja igazgatósági tagként dolgozott tovább a részvénytársasággá alakított kassai Schalkház Szállónál, amely a művészek kedvelt találkozóhelye volt és ebből a jövedelméből nevelte három gyermekét.
Sára Kassán végezte iskoláit, tanítói diplomát szerzett és egy évig tanított is. Amikor az első világháború után Kassa az újonnan létrejött Csehszlovákiához került, és a csehszlovák kormány hűségesküt követelt a pedagógusoktól is, Sára ezt megtagadta, amiért el kellett hagynia a pályát.

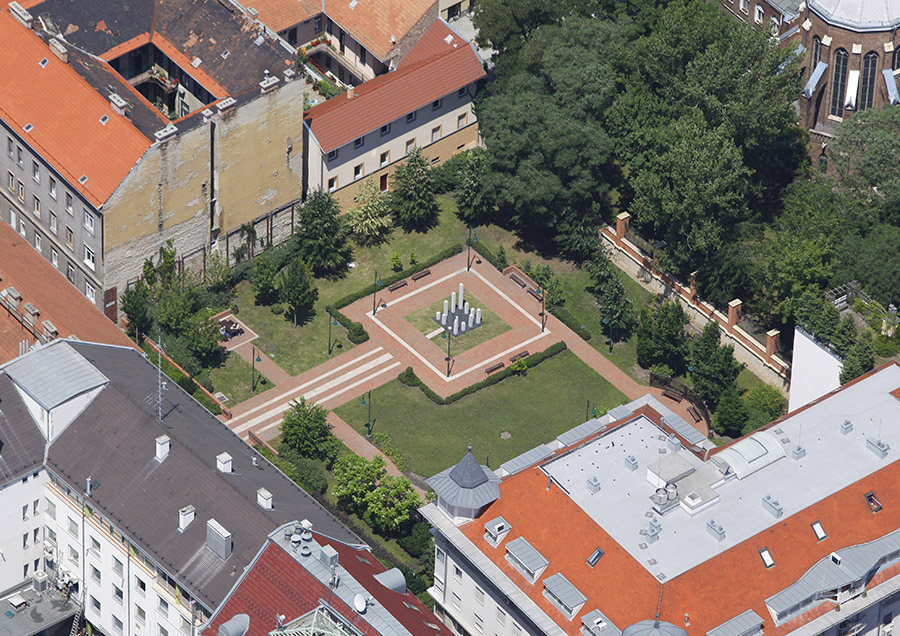
Salkaházi Sáráról elnevezett tér légi fotója (Budapest, IX. kerület)

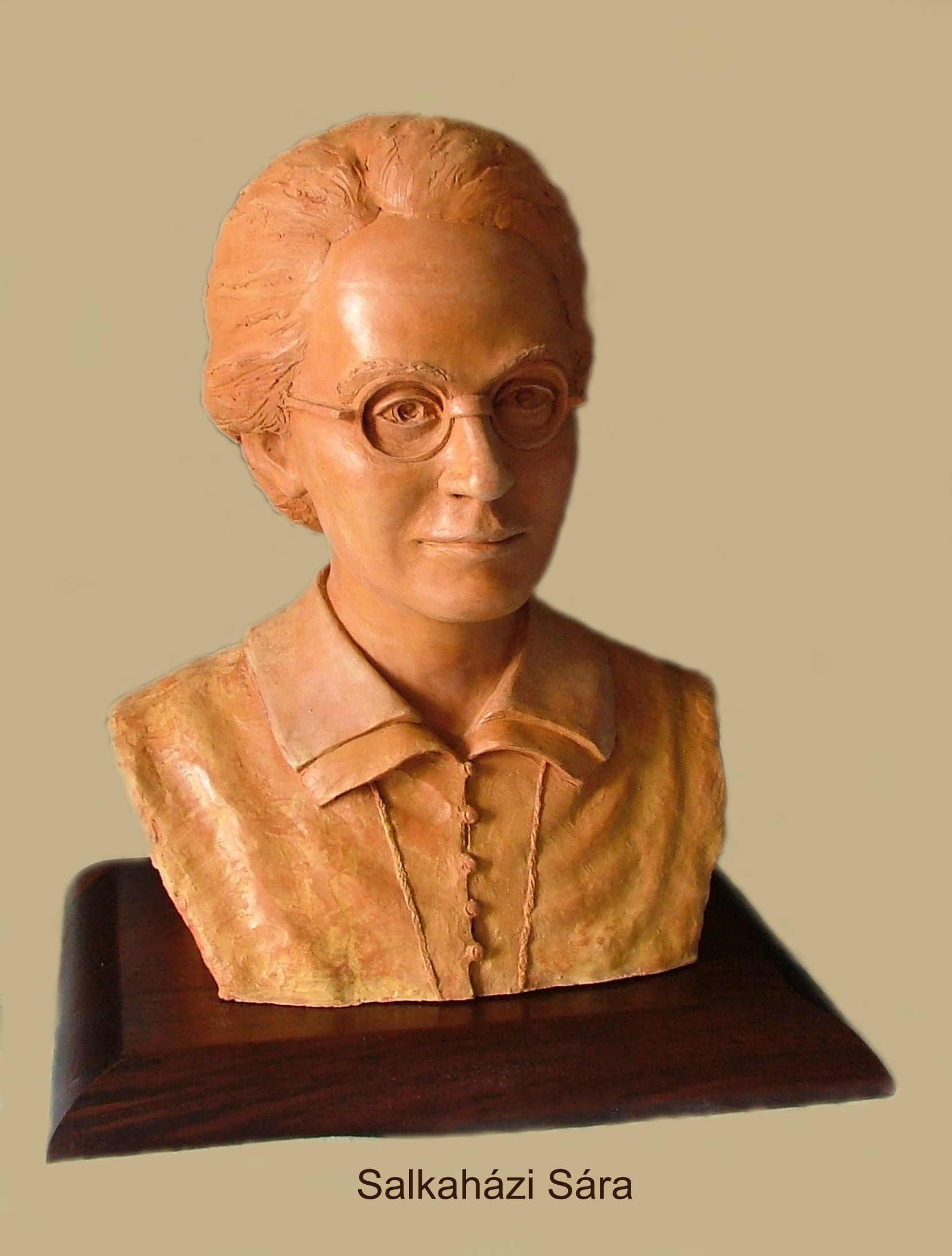
Salkaházi Sára terrakotta mellszobra a debreceni Szent László Domonkos Plébánián (Juha Richárd alkotása)

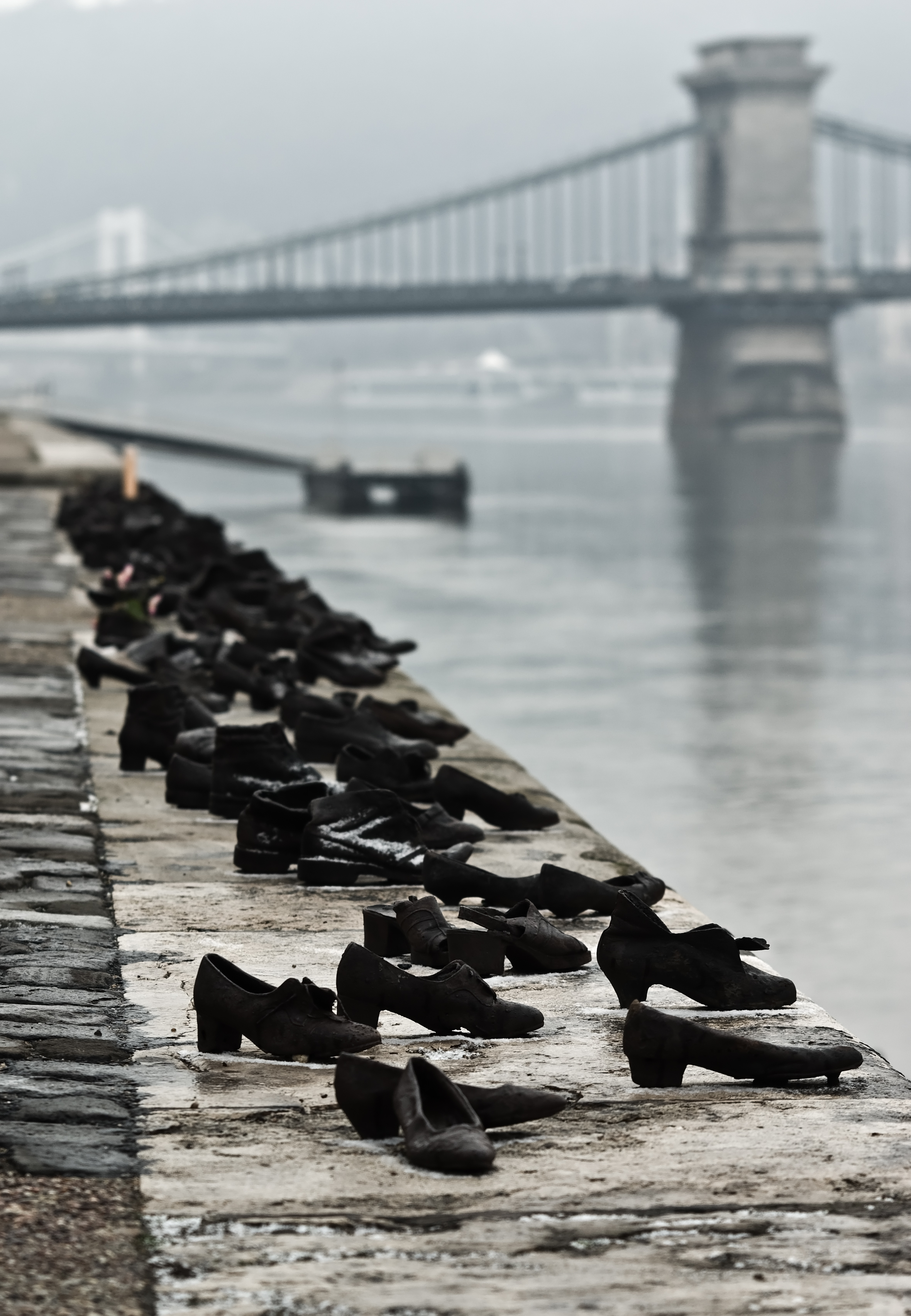
Salkaházi Sára tragikus halálának emlékét is őrzi a Cipők a Duna-parton emlékmű

Határozott fellépésű fiatal lányként írják le, akinek ambíciója az volt, hogy újságíró, író lesz. Amikor elveszítette állását, könyvkötészetet tanult, húga kalapüzletében is dolgozott, életképeket, novellákat, tárcákat írt felvidéki magyar lapokba. Első írása 1919. február 2-án jelent meg Syphax álnév alatt a kassai Esti Újságban. Többnyire a kisebbségbe került magyarokról, a szegény munkásokról és nyomorban élő munkanélküliekről írt, nagy beleérzéssel.
Életmódja az újságíróké volt. „Önállóság, cigaretta, kávéház, csavargás a nagyvilágban hajadonfőtt, zsebre dugott kézzel, friss vacsora egy kis kocsmában, cigányzene” – írta akkori életéről később.
1922–23 fordulóján néhány hónapig eljegyzett menyasszony volt, de kikosarazta vőlegényét, egy későbbi gazdatisztet.

### Új úton
1927-ben ismerkedett meg a Slachta Margit alapította Szociális Testvérek Társasága rend kassai tagjaival, és ez új irányt szabott az életének. Szociális tanfolyamokat végzett a szerzetesrendnél, végül ellátogatott a budapesti anyaházba is, ahol stílusát túl modernnek találták, de nem voltak elutasítóak vele szemben.
1929-ben elfogadták jelentkezését novíciának. A szegvári rendházhoz csatlakozhatott, de az 1930 pünkösdjén tett első fogadalma előtt néhány hónapot még Kassán töltött, ahol a helyi Karitászt szervezte. Két évvel később Komáromban végzett hasonló munkát. Eközben meg kellett küzdenie korábbi élete árnyaival: „Keresztül kellett gázolnom önmagamon… hogy önmagamat lerázva, megsemmisítve ráismerjek önmagamra, ráeszméljek énemre” – írta.
Hatalmas munkát végzett, a karitász vezetésén kívül heti huszonhat órában tanított, gyermekkonyhát, kegytárgyüzletet, szegényházat felügyelt, és szerkesztette a Katholikus nő című folyóiratot. Nagyon kimerülten, 1934-ben Kassára helyezték vissza, és mert fáradtságát bizonytalanságként értelmezték, nem engedték, hogy letegye örökfogadalmát.
1937-ben jelentkezett missziós munkára a Brazíliában élő magyar bencések mellé, és Slachta Margit el is engedte volna, de ehhez magyar állampolgárságot kellett kapnia. Ezért 1937-ben végleg Budapestre költözött. A missziós utat azonban a második világháború körüli politikai események meghiúsították. 1940 pünkösdjén letehette az örökfogadalmat, Alleluja! Ecce ego, mitte me jelmondattal (Íme itt vagyok, küldj engem!)

### A vészkorszak
A rend mindent megtett, hogy küzdjön a nemzetiszocializmus terjedésének embertelen következményei ellen és Sára is azért imádkozott, hogy ehhez a küzdelemhez legyen ereje.
1941 elejétől a Katolikus Dolgozó Nők és Leányok Szövetsége országos vezetője lett. Szerkesztette a mozgalom lapját, gyűléseket, lelkinapokat tartott az országban, három év alatt öt új szegényotthont nyitott összesen háromszáz személyre, és elkezdte a Munkásnő Főiskola építését.
Az Árpád-házi Boldog Margit szentté avatását ünneplő 1944-es rendezvénysorozat keretében március 19-én (éppen Magyarország német megszállása napján) a mai Erkel Színházban előadták Fény és illat című misztériumjátékát Szent Margitról. A Szövetség ezt követő gyűlését betiltották. A német megszállás éve következett.
A Szociális Testvérek mintegy ezer üldözöttet bújtattak. Valamennyi rendházuk telve volt velük, közülük majdnem százat személyesen Sára nővér mentett meg, aki ekkor a Bokréta utcai munkásnőotthont, a Katolikus Nővédő Otthont vezette.
December 27-én zsidók után kutató nyilasok körbevették az otthont, négy embert és Bernovits Vilma hitoktatót is őrizetbe vették. Sára nővér az akció végén érkezett, de nem menekült el, így őt is magukkal vitték.

### Halála
Salkaházi Sára halálának körülményei sokáig nem voltak ismertek. Húsz évvel később a zuglói nyilasper egyik vádlottja mondta el a bíróságnak, mi történt.
A foglyokat este a Fővámház elé terelték, levetkőztették és a Duna partjára állították őket. Mielőtt a sortűz eldördült, egy alacsony, fekete hajú nő – Sára nővér – a kivégzők felé fordult, a szemükbe nézett, letérdelt, az égre nézett, és keresztet vetett. Mivel holttestét a folyóba vetették, esetleges sírjának helye ismeretlen.

## Hatása

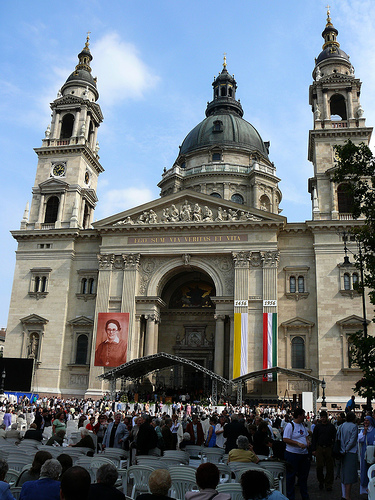
Salkaházi Sára boldoggá avatása 2006. szeptember 17-én

Salkaházi Sárát 2006. szeptember 17-én a budapesti Szent István-bazilika előtti téren avatták boldoggá, tízezres tömeg előtt. Ez volt az első Magyarországon celebrált boldoggá (illetve szentté) avatás 1083 óta.

### Elismerései
- Hősies embermentő tevékenységéért a jeruzsálemi Jad Vasem Intézet 1969-ben felvette a Világ Igazai közé.[10]
- 1996-ban, bátor magatartása és helytállása elismeréséül a belügyminiszter posztumusz „Bátorság érdemjelet” adományozott neki.
- Mivel Sára nővér a magyar állam politikai önkényének lett áldozata, a Szociális Testvérek Társasága 1997-ben jelképes kárpótlásban részesült.
- 2008. december 27-én Erdő Péter bíboros prímás szentmise keretében felavatta a budapesti, újpalotai boldog Salkaházi Sára római katolikus plébániatemplomot és közösségi házat (1156 Budapest, Pattogós utca 1.).[11]
- 2010. június 3-án a Fővárosi Közgyűlés a pesti alsó rakpartnak a Szabadság híd és a IX. kerületi Közraktár utca közötti szakaszát Salkaházi Sára rakpartnak nevezte el.
- 2013-ban felavatták szobrát a kassai Szent Erzsébet-dómban.[12][13]
- Ferencváros díszpolgára (2010)[14]

## Művei
- (Schalkáz Sára néven): Fekete furulya, Kereskedelmi- és Ipari-ny., Kassa, 1926[15]
- Schalkházi Sára, Szkalos Emilné, Veressné Csapó Mária: Három elbeszélés,  Garab Nyomda, Cegléd, 1942 (Gyülekezeti könyvtár)
- Ének és sóhaj – Krisztus-legendák, Szalézi Művek, Rákospalota, 1947
- A szeretet tüzével – Válogatás boldog Salkaházi Sára naplójából, válogatta és a szöveget összeállította: Berkecz Franciska, Új Ember, Budapest, 2008, (2. javított és bővített kiadás: 2019)